# ベルフェイス
ベルフェイス株式会社（英: bellFace Inc.）は、東京都港区に本社を置く日本の企業。電話面談システム「bellFace」の開発・販売などを手掛ける。

## 概要
2015年4月27日に代表取締役の中島一明により創業された。
同社が提供する電話面談システム「bellFace」は、いわゆるWEB会議システムのようにアプリ上でのコンタクト申請やメールでの事前URL送付などを必要とせず、電話をかけた顧客に対してサイト上から4桁の接続ナンバーを発行するか、その場でSMS送信したURLを確認するだけで電話をしながらオンライン面談を開始することができるシステム。
導入社数を伸ばしていたものの、コロナ禍においてZoomが普及したことによって当時解約が相次ぎ、顧客の選別が進んだことが代表・中島氏のnote*に記載されている。
「電話」を意味する「bell」と「顔」を意味する「Face」を組み合わせて社名・サービス名としている。
なお、タレントの照英を起用したCMを放送していたことがあり、その内容にちなんで社名よりも「ヒラメ筋」で認識されていることも多い。

## 事業
- 電話面談システム「bellFace」の開発・販売
- インサイドセールス コンサルティング
- ビッグデータ解析及びコンサルティング

## 沿革
- 2015年
  - 4月 - 創業
  - 10月 - オンライン商談システム「bellFace」提供開始
- 2016年 - インキュベイトファンドなどから1億6,000万円を調達
- 2017年 - サービス導入者数が500社を突破、同時にベンチャークラフト会議にて最優秀賞を受賞
- 2018年 - 株式会社グロービス・キャピタル・パートナーズ、SMBCベンチャーキャピタル株式会社、YJキャピタル株式会社、キャナルベンチャーズ株式会社などから総額5億円の調達を実施
- 2019年 - サービス導入社数が1,200社を突破
- 2020年 - シニフィアンが運営するグロース・キャピタル「THE FUND」を新規リード投資家として、インキュベイトファンドなど既存投資家を含む8社を引受先とした第三者割当増資と、みずほ銀行・りそな銀行・商工中金などからのデットファイナンスを合わせ、総額52億円の資金調達を実施
- 2021年 - シンガポールのベンチャーキャピタルAxiom Asia Private Capital、三井住友トラスト・インベストメント株式会社、第一生命保険株式会社 他、既存投資家であるインキュベイトファンド株式会社、SMBCベンチャーキャピタル株式会社を引受先とした第三者割当増資により、約30億円のシリーズD資金調達を実施